# Emily Simpson
Emily Simpson (* 1965) ist eine australische Schauspielerin.
Emily Simpson war vom 10. Dezember 1988 bis zur Scheidung 1993 mit ihrem australischen Schauspielerkollegen Jerome Ehlers verheiratet. Aus dieser Ehe entstammt ihr 1990 geborener Sohn Jackson. 

## Filmografie
- 1989: Die fliegenden Ärzte (The Flying Doctors, TV-Episodenrolle)
- 1989: Im Schatten der Cobra  (Shadow of the Cobra, TV)
- 1989: Darling of the Gods (TV)
- 1988–90: A Country Practice (TV-Serie)
- 1990: Harbour Beat
- 1993: "G.P." (TV-Episodenrolle)
- 1994: Talk